# 강릉 영진리 고분군
강릉 영진리 고분군(江陵 領津里 古墳群)은 대한민국 강원특별자치도 강릉시 연곡면에 있는 고분군이다. 1981년 8월 5일 강원특별자치도의 기념물 제42호로 지정되었다.

## 개요
연곡면사무소에서 동쪽으로 동해를 바라보고 길게 뻗어내린 소나무숲 구릉에 위치한 무덤들이다.
과거에는 다수의 무덤이 있었던 것으로 보이나 지금은 몇 기만 확인된다. 아직 정식 학술조사가 이루어지지 않아 정확한 성격과 구조는 확실히 밝혀지지 않고 있다. 그러나 2기의 도굴된 무덤의 내부형태가 돌방무덤(석실묘)으로 내부의 크기가 길이 270cm, 넓이 235cm, 높이 150cm 정도이다. 형태는 입구를 제외하고 자연석으로 3면을 쌓은 굴식돌방무덤(횡혈식석실분)이다. 그러나 널길(연도)은 파괴되어 찾아볼 수 없다.
주변에서 수습된 굽다리접시(고배)와 목항아리(장경호)는 이 무덤이 통일신라시대의 것임을 말해준다.

## 참고 자료
- 영진리고분군 - 국가유산청 국가유산포털